# Mindjil
Mindjil est une localité du Cameroun située dans le département du Mayo-Kani et la Région de l'Extrême-Nord, à proximité de la frontière avec le Tchad. Elle fait partie de la commune de Kaélé et du canton de Midjivin. La chefferie de Mindjil est de deuxième dégré, dirigée par Sa Majesté WAYANG Raphaël.

## Population
En 1970 la localité comptait 1 551 habitants, des Moundang. À cette date elle disposait d'une mission catholique, d'un dispensaire catholique et d'une école catholique à cycle complet. Un marché hebdomadaire s'y tenait le samedi.
Lors du recensement de 2005, 2 256 personnes y ont été dénombrées.

## Infrastructures
Mindjil est doté d'un lycée public général qui accueille les élèves de la 6e à la Terminale.
De deux écoles primaires dont une école publique crée en 2015 et une école des parents à cycle complet en attente de l’arrêté de création du MINEDUB;
d'un centre de centé qui couvre l'aire de santé de Makassa, Tchéodé, Gala, Mindjil, Goubara, mbourssou)
un centre zootechnique vétérinaire couvrant Gala, Makassa, Tchéodé, Mindjil, Goubara et Mboursou;
Un poste agricole qui couvre également Gala, Makassa, Tchéodé, Mindjil, Goubara et Mboursou
Une église catholique dotée d'un couvent qui couvre Garey, Gala, Makassa, Tchéodé, Mindjil, Goubara,
une église protestante qui couvre Gala, Makassa, Tchéodé, Mindjil, Goubara 